# Gattermannova reakcija
Gattermannova reakcija ali Gattermannova sinteza aldehidov je kemijska reakcija, v kateri se aromatske spojine formilirajo z vodikovim cianidom v prisotnosti Friedel-Craftsovega katalizatorja, na primer AlCl3. Reakcija, ki je podobna Friedel-Craftsovi reakciji,  je dobila ime po nemškem kemiku Ludwigu Gattermannu.
Reakcija se lahko poenostavi, če se namesto kombinacije HCN/AlCl3  uporabi cinkov cianid (Zn(CN)2). Zn(CN)2 je tudi zelo strupen, vendar je trden in je zato z njim laže rokovati kot s plinastim HCN. Cinkov cianid se je uporabil na primer za sintezo 2-hidroksi-1-naftaldedehida in mezitaldehida.

## Gattermann–Kochova reakcija
Reakcija, ki se imenuje po nemških kemikih Ludwigu Gattermannu in Juliusu Arnoldu Kochu, je Friedel-Craftsova reakcija z ogljikovim monoksidom, klorovodikovo kislino in Friedel-Craftsovim katalizatorjem na primer AlCl3. Uporabna je za sintezo aromatskih aldehidov iz različnih aromatskih spojin, vključno z derivati benzena in naftalena.
Reakcija je uporabna za mnoge substituirane aromatske derivate, na primer za pretvorbo toluena v p-tolualdehid. Za razliko od Gattermannove reakcije s HCN ta reakcija ni uporabna za fenol in fenolne etre. Poleg tega morajo biti primerih, ko se za katalizato uporablja ZnCl2, pogosto prisotni tudi sledovi bakrovega(I) klorida kor sokatalizatorja.